# ネパールの世界遺産

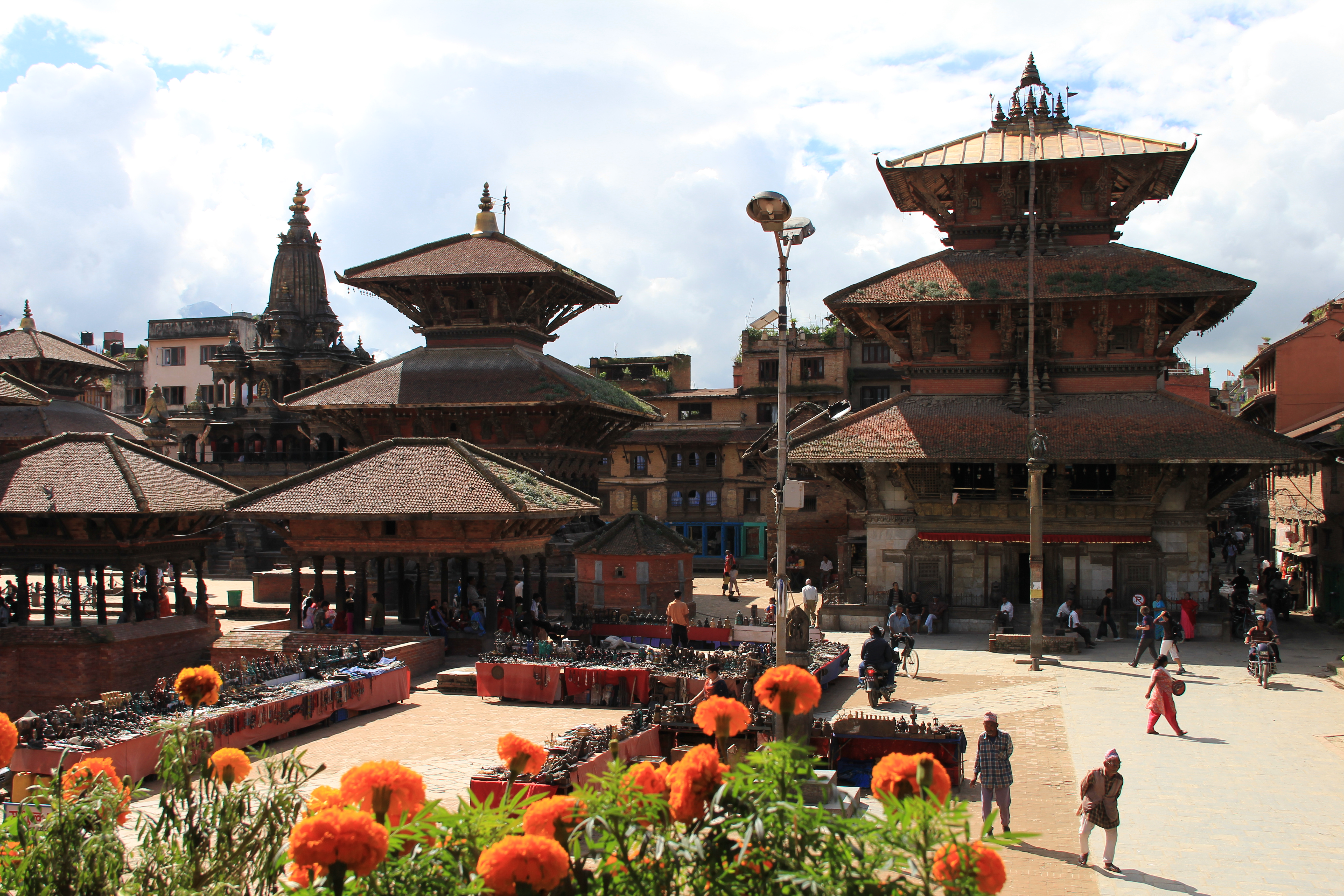
カトマンズの渓谷（ダルバール広場）

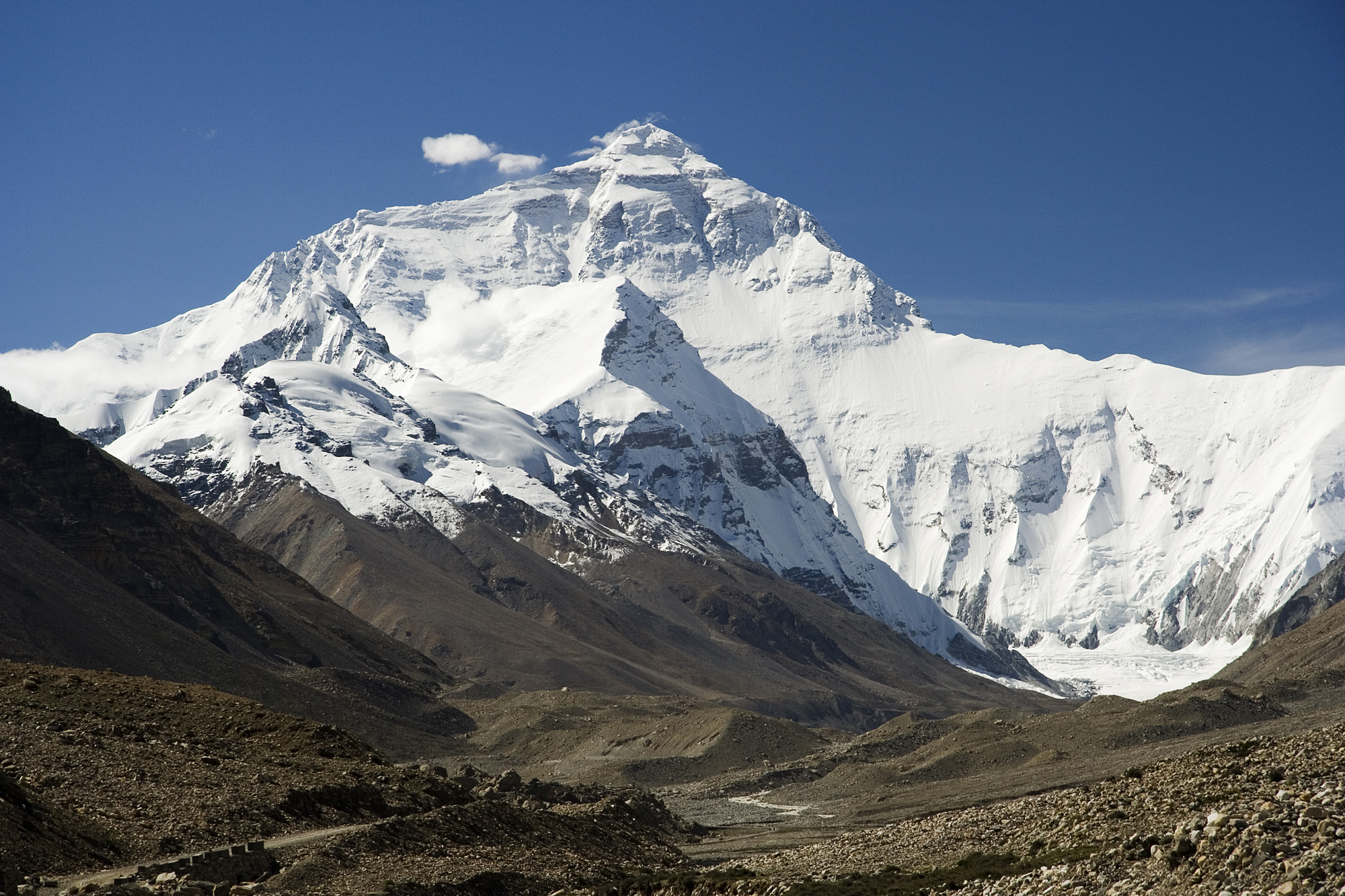
サガルマータ国立公園（エベレスト）

 ネパールの世界遺産 （ネパールのせかいいさん）はユネスコの世界遺産に登録されているネパール国内の文化・自然遺産の一覧。

## 文化遺産
- カトマンズ盆地 - （1979年）
- 仏陀の生誕地ルンビニ - （1997年）

## 自然遺産
- サガルマータ国立公園 - （1979年）
- ロイヤル・チトワン国立公園 - （1984年）

## 複合遺産
なし